# Главна државна контрола Краљевине Црне Горе
Главна државна контрола Краљевине Црне Горе је била засебно државно надлештво и рачунски суд за преглед државних рачуна у Краљевини Црној Гори.

## Састав
Главна државна контрола је имала предсједника и два члана. Бирала их је Народна скупштина са кандидационе листе коју је састављао Државни савјет и на којој је било предложено двапут онолико кандидата колико је било празних мјеста.
Предсједник и чланови Главне државне контроле су могли бити само они црногорски држављани који су: навршили 30 година живота, редовно завршили факултет или вишу стручну школу која је била у рангу факултета, провели 10 година у државној служби или били министри финансија или служили као виши чиновници у финансијској струци и имали најмање 10 година државне службе.
Предсједник или један од чланова Главне државне контроле је морао имати редовно завршен правни факултет. Предсједник је био народни посланик по положају.

## Дјелокруг
Главна државна контрола је прегледала, исправљала и ликвидирала рачуне државне администрације и свих рачунополагача према државној каси. Мотрила је да се не прекорачи ниједан издатак на буџету, завршавала рачуне свих државних управа и била дужна прикупљати све потребне доказе и обавјештења.
Општи државни рачун подносио се Народној скупштини са примједбама Главне државне контроле и то најдаље за двије године од завршетка сваке буџетске године.
Уређење и круг рада Главне државне контроле, као и начин постављања њеног особља, одређивали су се нарочитим законом.